# GetCited
getCITED és una base de dades amb informació bibliogràfica de treballs de recerca científica. Són els mateixos membres de getCITED qui subministren la informació a través del web. L'objectiu final és obtenir un nombre de referències suficients per convertir-se en un punt internacional d'intercanvi i difusió de recerques de disciplines diverses. S'hi inclou no tan sols treballs publicats sinó també d'inèdits, informació sobre investigadors, institucions, editorials, col·leccions, revistes, repertoris, grups de discussió, etc.
La seva última modificació de drets d'autor va ser en 2013 i que en gran manera ha estat suplantada per altres eines incloent Google Scholar i academia. La pàgina web va deixar de funcionar a mitjan 2014.